# Molnár Gyula (író)
Molnár Gyula, született Müller (Szabadka, 1857. november 21. – Budapest, 1932. május 6.) író, jogi doktor, ügyvéd, Molnár Antal (1890–1983) zenetörténész nagybátyja.

## Élete
Müller Ede kereskedő, 1848-as honvédfőhadnagy és Reiner Mimi gyermekeként született. Két évig Eisenstädter István és fia szabadkai rőfös üzletében mint inas, majd évig a Runetz testvéreknél mint gyakornok dolgozott. A kereskedői pályára készült; azután rövid ideig színészkedett. 1871-ben folytatta tanulmányait és 1876-ban Szabadkán érettségi vizsgát tett. Felsőfokú tanulmányait a Budapesti Tudományegyetemen végezte. 1884-ben Müller családi nevét Molnárra változtatta. 1886. november 3-tól mint ügyvéd működött Zomborban, ahonnan 1897-ben Budapestre költözött és ott folytatott ügyvédi gyakorlatot.
Álnevei: Amaranth (költeményei alatt a Magyarország és Nagyvilágban) és Piripócsy (a humoreszkek alatt a Magyarország című napilapban). 
Tárcacikkeket írt a Magyarországba és a Budapesti Hírlapba M. Gy. jeggyel (1879–1881); költeményeket a Magyarország és a Nagyvilágba (1879–1881); az Ungba, Szegedi Naplóba (1878–1880); a Biharba (1878–1879); még több lapba írt vezér- és tárcacikkeket, elbeszélést és költeményeket. Párbeszédes tárcái megjelentek a Magyar Hírlap, Magyarország, Hazánk, Pesti Napló, Pesti Hírlap és Független Magyarország című lapokban.
Szerkesztette a Zombor és Vidékét 1881. január 1-től 1896. december 31-ig Zomborban; az “Állami Tisztviselők Közlönyét 1897. május 1-től 1900. december 31-ig és a Magyar Köztisztviselőt 1901. január 1-től 1901. december 31-ig.
Első házastársa Kornis Aranka volt, Krisháber Lipót földbirtokos és Klein Regina lánya, akitől elvált. Második felesége Gál Rozália volt, Gansel Adolf és Stern Berta lánya, akit 1919. december 24-én vett nőül.

## Művei
- Asszonyok bűne, férjek átka (regény. Zombor, 1882). Két kötet. (Zombor és Vidéke melléklete).
- Rangkórság, vígjáték 3 felvonásban. Zombor, 1884. (Az 1884. a Teleki-féle pályázaton a jutalmazott mű után első sorban említtetett).
- Amaranth költeményei (Zombor, 1885)
- Első álmaim. Beszélyek, novellettek, humoreszkek, rajzok. (Zombor, 1886)
- Molnár Gyula összes művei. Zombor, 1895. Tíz kötet. (I., II. Költemények, III-VI. Dekameron, VII. Babos kendő, népszínmű 3 felvonásban, az Erdélyi Marietta színtársulata által kitűzött 50 arany pályadíjat nyert színmű, melyet 1878-ban Szabadkán adtak elő és 1883-ban is megjelent. VIII. Und, IX. Idyll, verses vígjáték 3 felvonásban, X. Modern lovagok, társadalmi dráma 4 felvonásban. (Ism. M. Hirlap 1897. 302. sz. németül. Budapest, 1898.).

### Színművei
- Bánffy Dénes (tragédia három felvonásban, bemutató: Szabadka, 1875; Kuthy Béla színtársulatánál)
- Babos kendő (népszínmű három felvonásban, Szabadka, 1878)
- Jó parthiek (bohózat, bemutató: Zombor, 1882; Dobó Sándor színtársulata)
- A nagyon jó emberek (vígjáték három felvonásban, Budapest, 1897)
- Csuzdi világ (énekes bohózat három felvonásban, Budapest, 1899)
- Homokzátonyok (vígjáték három felvonásban, bemutató: Nemzeti Színház. 1900. április 6.)
- Nyári zivatar (vígjáték, három felvonásban, bemutató: Nemzeti Színház, 1903. május 8.)
- Bayard lovag (színmű három felvonásban, bemutató: Nemzeti Színház, 1905. október 27.)
- A papa lánya (énekes vígjáték három felvonásban, zeneszerző: Stojanovits Jenő, bemutató: Népszínház, 1906. október 4.)
- Hazug törvény (társadalmi színmű három felvonásban, bemutató: Nemzeti Színház, 1908. február 7.)
- Zuárd (színmű öt felvonásban)
- Idyll (verses vígjáték három felvonásban)
- Modern leányok (dráma négy felvonásban)
- Musztafa (színmű öt felvonásban)
- Saul király (színmű öt felvonásban)
- Rövidlátók (vígjáték három felvonásban)